# 선 하우스
선 하우스(영어: Son House, 1902년 3월 21일 ~ 1988년 10월 19일)는 미국의 델타 블루스 가수이자 기타리스트로, 감정이 깊이 실린 창법과 슬라이드 기타 연주로 잘 알려져 있다.
한때 설교자이자 몇 년간 교회 목사로도 일하며 세속 음악에 적대적인 태도를 보였던 그는, 25세의 나이에 블루스 공연에 뛰어들었다. 그는 설교에서의 리드미컬한 구동력, 강력한 보컬, 감정적인 강도를 방금 배운 블루스 양식에 적용하여 독창적인 스타일을 빠르게 발전시켰다. 파치먼 농장 교도소에서 복역한 짧은 기간으로 경력이 중단되기도 했지만, 그는 연주 실력을 갈고닦아 미시시피 델타 지역의 대표적인 블루스 음악가인 찰리 패튼으로부터 공동 공연과 1930년 파라마운트 레코드 녹음 세션 동행 제안을 받을 정도로 성장했다.
대공황 초기 발매된 그의 음반은 판매 실적이 저조했고, 전국적인 인지도로 이어지지 않았다. 그러나 지역 내에서는 꾸준히 인기를 끌었으며, 1930년대에는 패튼의 동료 윌리 브라운과 함께 코호마군의 주요 음악가로 활동했다. 이 시기 그는 로버트 존슨과 머디 워터스에게 중요한 영향을 미쳤다. 1941년과 1942년에는 그의 밴드와 함께 앨런 로맥스와 존 W. 워크에 의해 미국 의회도서관과 [[[피스크 대학교]]를 위해 녹음 작업을 진행했다. 이듬해 그는 델타를 떠나 뉴욕주 로체스터로 이주하였고, 음악 활동을 중단했다
1964년, 하우스는 밴드 캔드 히트의 공동 설립자인 앨런 윌슨 등 인물들에 의해 재발견되었고 음악계로의 복귀를 권유받았다. 이듬해인 1965년, 그는 《Father of Folk Blues》를 발표했다. 그는 자신의 레퍼토리를 다시 익힌 뒤 공연자로서의 경력을 새롭게 시작했으며, 미국 포크 음악 부흥기 동안 커피하우스, 포크 페스티벌, 콘서트 투어 무대에서 주로 백인 청년 관객을 대상으로 "포크 블루스" 가수로 소개되며 활동했다. 그는 여러 장의 음반을 녹음했으며, 비공식적으로 녹음된 몇몇 공연 역시 음반으로 발매되었다. 2017년에는 그의 싱글 〈Preachin' the Blues〉가 블루스 명예의 전당에 헌액되었다.